# 長谷駅 (広島県)
長谷駅（ながたにえき）は、広島県三次市粟屋町字長谷にあった、西日本旅客鉄道（JR西日本）三江線の駅（廃駅）である。三江線の廃止に伴い、2018年（平成30年）4月1日に廃駅となった。

## 概要
元は仮乗降場であったため、時刻表には掲載されていなかったが、1987年（昭和62年）の国鉄分割民営化を機に正規の駅として認められ、同年4月のJR西日本発足時に駅に格上げされた。
三江線で唯一通過列車が設定されていた駅であり、一部の列車は停車しなかった。廃止前の2017年（平成29年）時点で、下りが2本、上りは3本のみの停車となっており、下りの最終列車は午前9時台、上りの始発列車は午後2時台と、極端に偏った設定となっていた。これは、付近集落の子供達が通っていた小学校（粟屋小学校北分校）が過疎化によって閉校となり、歩いて通えなくなったことに伴い当駅が設置されたためで、三次方面への通学を考慮したダイヤ設定であることによる。駅を利用する児童が皆無となったのちも、開業当時からほぼ変わらないダイヤで推移していた。
ただし、2012年（平成24年）10月1日から同年12月31日まで実施されたJR三江線増便社会実験で運行されたバス便は、当駅に全便停車した。それでも下りの最終便は午後1時台であり、停車する列車の本数は変更されなかった。

## 歴史
- 1969年（昭和44年）4月25日：三江南線（当時）の粟屋駅 - 船佐駅間に、長谷仮乗降場として新設[1]。
- 1975年（昭和50年）8月31日：当駅を含む江津駅 - 三次駅間が全通したため三江南線が三江線の一部となり、当駅も同線の所属となる。
- 1987年（昭和62年）4月1日：国鉄分割民営化により、仮乗降場から格上げされ長谷駅として開業し、西日本旅客鉄道が継承[1]。
- 2018年（平成30年）4月1日：三江線の全線廃止に伴い、廃駅となる。

## 駅構造

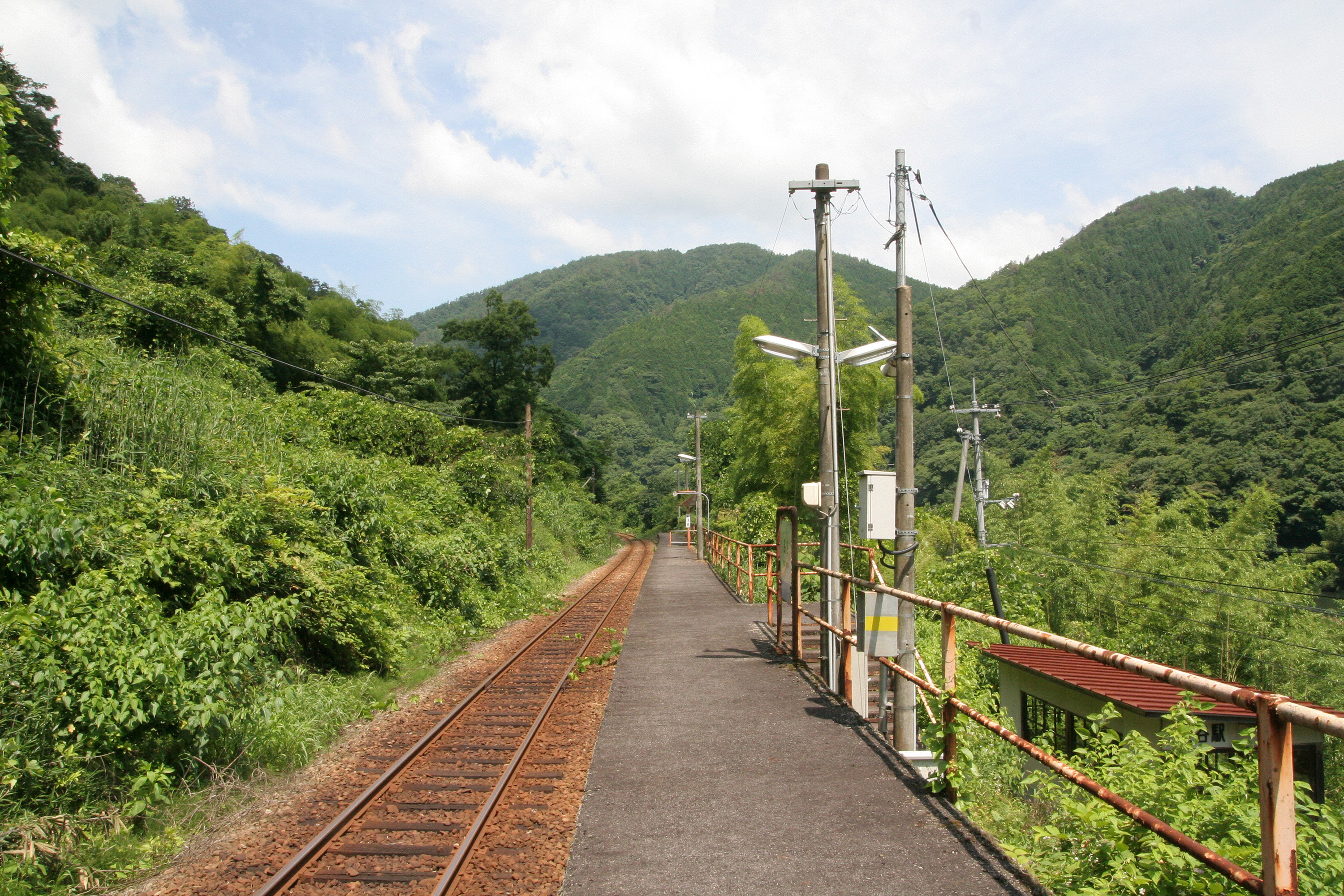
ホーム（2008年7月）

三次方面に向かって左側（構内の北東側）に、単式ホーム1面1線を持つ地上駅（停留所）であった。駅は川に向かう斜面上に位置し、道路からやや高いところにあった。
ホームの少し下の方に小さな木造の駅舎があったが、これは当駅が仮乗降場として新設された当時の教育委員会が建設・設置したものである。浜田鉄道部が管理する無人駅であり、自動券売機等は設置されなかった。
2021年（令和3年）3月末日時点では、旧駅舎やホームなどの施設、当駅周辺の線路が残存している。だが、ホームには入れないようにロープが張られている。また、ホーム上の駅名板は取り外されている。

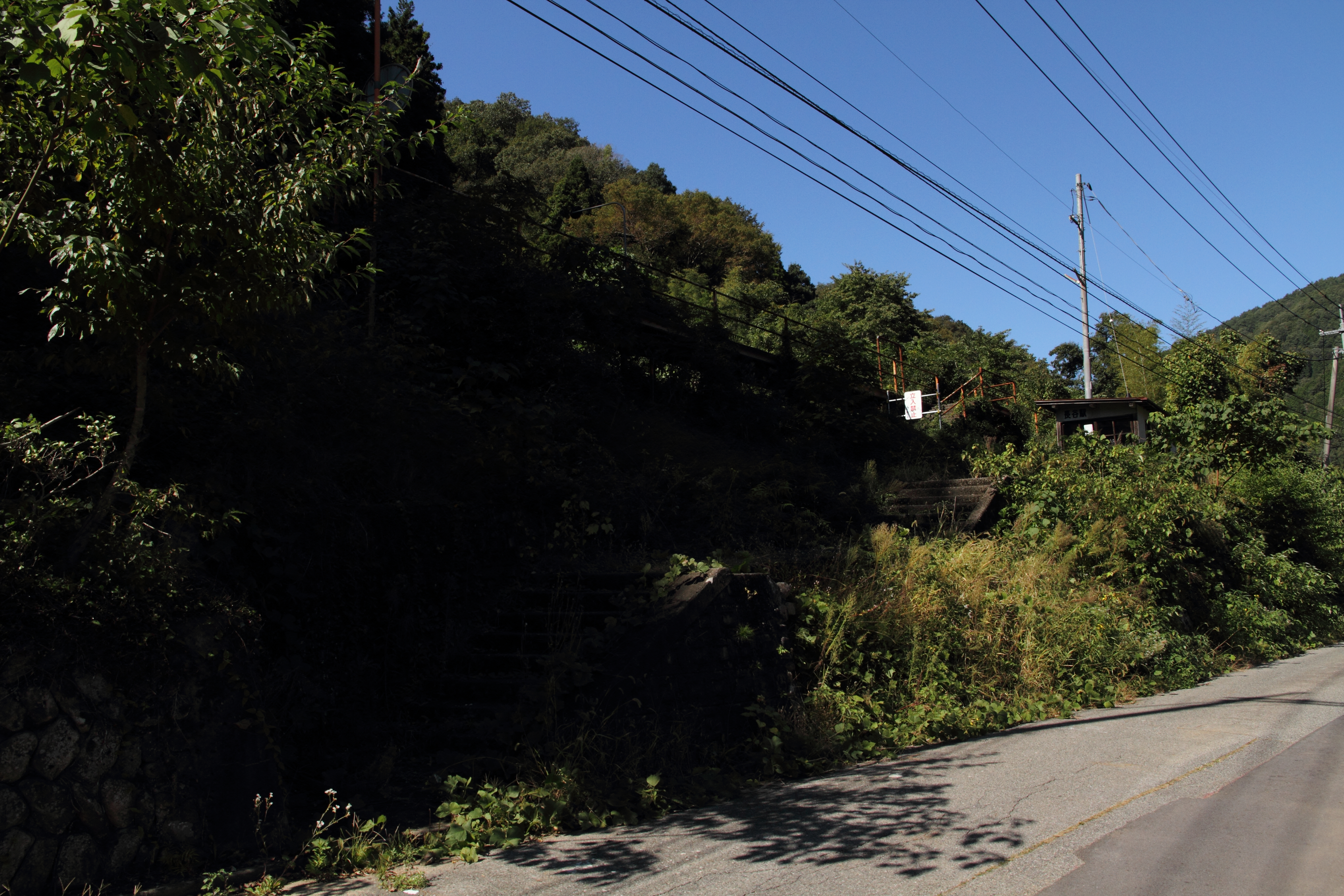
廃線後の駅全体の様子（2019年10月）
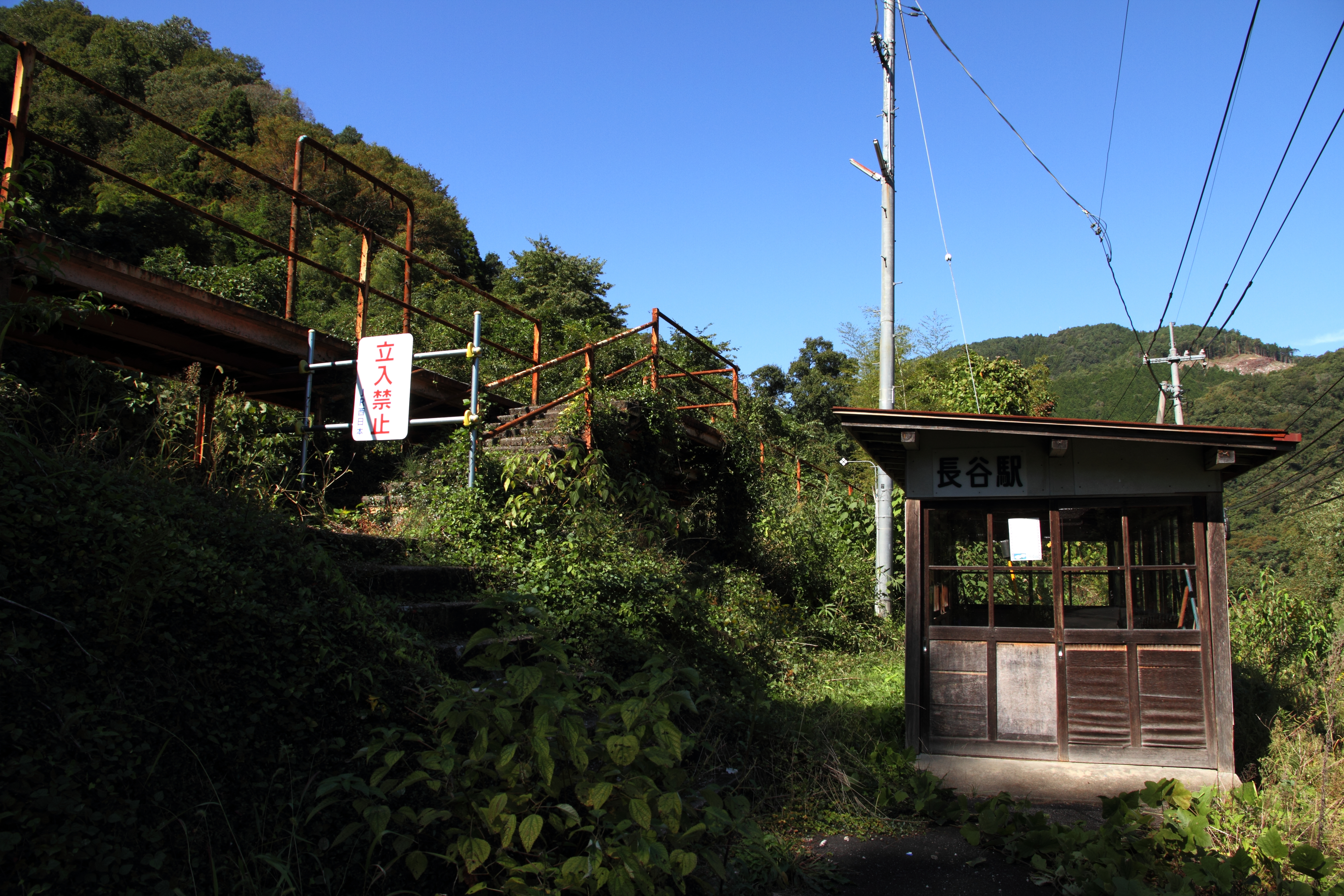
廃線後の駅入口。駅構内は立入禁止であった（2019年10月）

## 利用状況
1日平均の乗車人員は以下の通り。
| 年度               | 1日平均 乗車人員 | 出典        |
| ------------------ | ---------------- | ----------- |
| 2002年（平成14年） | 0                | [ 2 ]       |
| 2003年（平成15年） |                  |             |
| 2004年（平成16年） |                  |             |
| 2005年（平成17年） |                  |             |
| 2006年（平成18年） |                  |             |
| 2007年（平成19年） |                  |             |
| 2008年（平成20年） |                  |             |
| 2009年（平成21年） |                  |             |
| 2010年（平成22年） |                  |             |
| 2011年（平成23年） | 0                | [ 3 ]       |
| 2012年（平成24年） | 0                | [ 3 ]       |
| 2013年（平成25年） | 0                | [ 3 ]       |
| 2014年（平成26年） | 0                | [ 3 ]       |
| 2015年（平成27年） | 0                | [ 3 ] [ 4 ] |
| 2016年（平成28年） | 0                | [ 3 ]       |
| 2017年（平成29年） | 1                | [ 3 ]       |

## 駅周辺

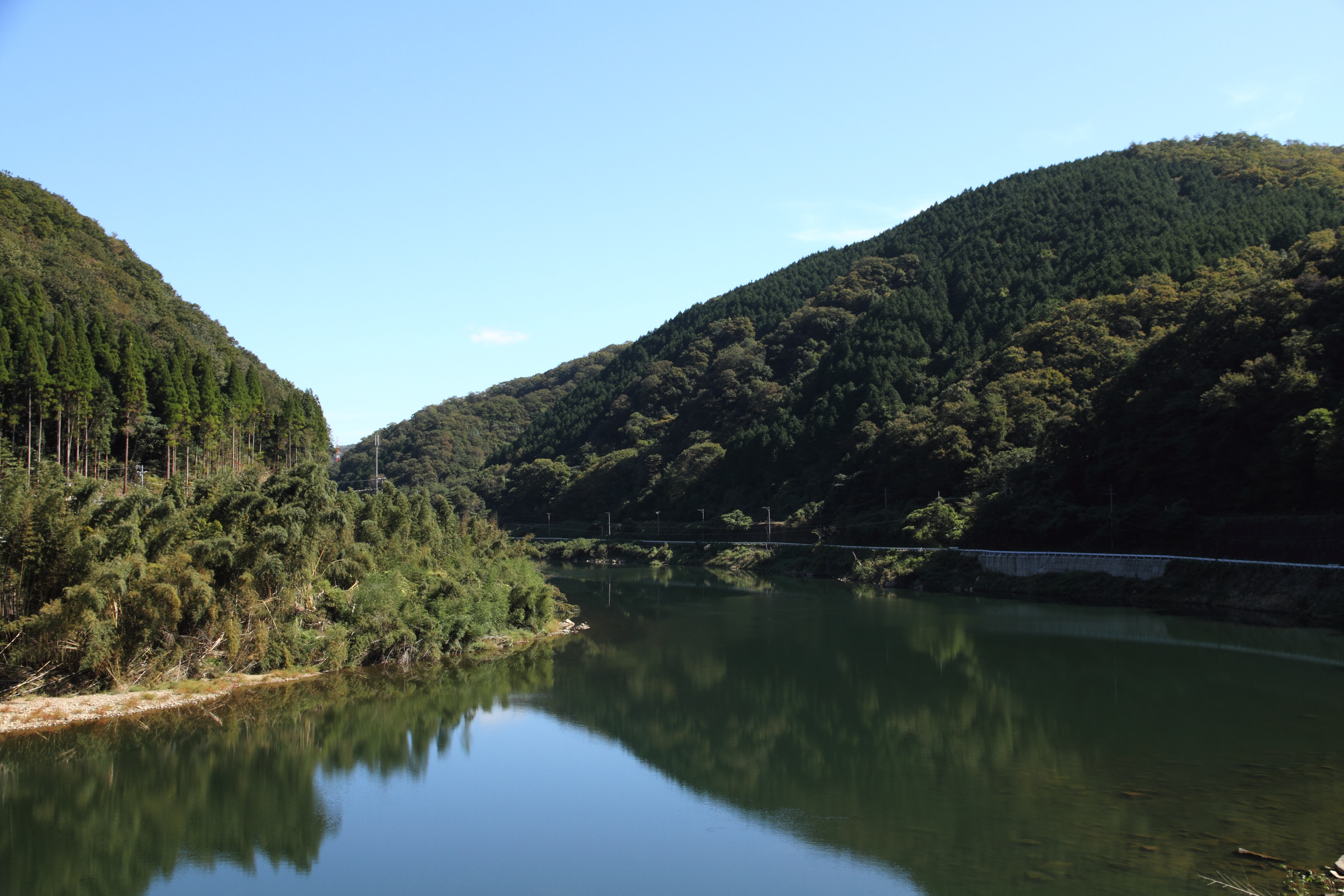
駅周辺。目の前に見える川は江の川（2019年10月）

周辺には小さな集落がある。
- 国道375号
- 広島県道112号三次江津線
- 江の川

## バス路線
三江線の代替路線として次のものがある（2018年4月1日現在）。
- お太助バス式敷三次線（芸北タクシー、ニコニコタクシー）長谷停留所[5][6]

## その他
- 三江線活性化協議会により、石見神楽の演目名にちなんだ「鍾馗」の愛称が付けられていた[7]。

## 隣の駅
西日本旅客鉄道（JR西日本）
 三江線
船佐駅 - 長谷駅 - 粟屋駅
- 一部の列車は当駅を通過。